# IMBEL MD-2/MD-3
Les IMBEL MD (MD-1, MD-2, MD-3 et le récent MD-4) sont des fusils d'assaut développés par IMBEL (Indústria de Material Bélico do Brasil) et en service dans les forces armées brésiliennes conjointement aux IMBEL MD97 (sa variante) et plusieurs versions du M16A2.

## Historique
Le premier prototype, le MD-1 est apparu en 1983. En 1985, Le MD-2 est présenté et adopté par la Polícia militar et les forces armées brésiliennes.
 l
Les fusils MD-2/MD-3 sont un croisement du FN FAL (90 %) et du M16A1. Ils reprennent le système de visée du M16, ainsi que son calibre, le 5,56 x 45 mm OTAN.

## Technique
Les MD-2 et MD-3 utilisent tous les chargeurs compatibles avec le M16/AR-15.

Les deux versions ne diffèrent que par leur crosse, le MD-2 possède un crosse métallique tubulaire repliable latéralement, alors que le MD-3 possède la crosse fixe en polymère du FAL.